# Coxiellaceae
Coxiellaceae são uma família da ordem Legionellales.
Coxiella burnetii e Rickettsiella melolonthae são espécies nesta ordem.